# Komárov (district de Bardejov)
Pour les articles homonymes, voir Komárov.
Komárov (en allemand : Komorau) est une commune du district de Bardejov, dans la région de Prešov, en Slovaquie.

## Histoire
La première mention écrite de la localité date de 1355.

## Démographie

### Évolution de la population
| Année:               | 1994. | 2004.   | 2014.   | 2024.    |
| -------------------- | ----- | ------- | ------- | -------- |
| Nombre de personnes: | 398   | 408     | 424     | 473      |
| Différence:          |       | +2,51 % | +3,92 % | +11,55 % |

| Année:               | 2023. | 2024.   |
| -------------------- | ----- | ------- |
| Nombre de personnes: | 462   | 473     |
| Différence:          |       | +2,38 % |